# تيفاني هايز
تيفاني هايز (بالإنجليزية: Tiffany Hayes)‏ مواليد 20 سبتمبر 1989 في ليكلاند، هي لاعبة كرة سلة أمريكية. بدأت مسيرتها الاحترافية في سنة 2012. تم اختيارها من قبل فريق أتلانتا دريم خلال الدرافت. تلعب مع أتلانتا دريم في دوري الاتحاد الوطني لكرة السلة النسائية. وتحمل الرقم 15. حققت المركز الأول في الألعاب الجامعية الصيفية 2009. لعبت مع أتلانتا دريم ونادي بشكتاش لكرة السلة للسيدات.

## الميداليات
| الميدالية | المسابقة                      |
| --------- | ----------------------------- |
| ذهبية     | الألعاب الجامعية الصيفية 2009 |

## روابط خارجية
- تيفاني هايز على موقع الاتحاد الوطني لكرة السلة النسائية (الإنجليزية)
- تيفاني هايز على موقع fiba3x3.com (الإنجليزية)
- تيفاني هايز على موقع كرة السلة الأوروبية.كوم (الإنجليزية)
- تيفاني هايز على موقع كلية كرة السلة في سبورتس رفرنس.كوم (الإنجليزية)
- تيفاني هايز على موقع بروبوليرز (الإنجليزية)
- تيفاني هايز على موقع سبورتس رفرنس (الإنجليزية)
- تيفاني هايز على موقع اللجنة الأولمبية الدولية (الإنجليزية)